# Travesuras
Travesuras è un singolo del collettivo italiano SLF, pubblicato il 13 gennaio 2022 come secondo estratto dal primo mixtape We the Squad, Vol. 1.

## Descrizione
Il brano è stato scritto da Lele Blade, MV Killa, Rico, NIKO Beatz, Vale Lambo e Yung Snapp ed è stato prodotto da quest'ultimo insieme al duo Voga. Esso è composto su un campionamento di Travesuras del cantante statunitense Nicky Jam.
Musicalmente il brano è composto con un tempo moderato di 100 battiti per minuto e in tonalità di Si maggiore.

## Tracce
Testi di Valerio Apice, Alessandro Arena, Lorenzo Biscione, Enrico Esposito, Antonio Lago, Marcello Valerio e Nicola Vignola, musiche di Lorenzo Biscione, Enrico Esposito e Antonio Lago.
1. Travesuras – 4:25

## Remix
Il remix ufficiale della canzone, intitolato Travesuras RMX, è stato pubblicato il 22 luglio 2022 e inserito nella riedizione di We the Squad, Vol. 1. 
Questa versione vede la collaborazione di  Fred De Palma e Rose Villain, mentre MV Killa, Vale Lambo e Lele Blade cantano e rappano tre nuove strofe.

### Tracce
Testi di Valerio Apice, Alessandro Arena, Enrico Esposito, Antonio Lago, Rosa Luini, Federico Palana, e Marcello Valerio, musiche di Lorenzo Biscione, Enrico Esposito e Antonio Lago.
1. Travesuras RMX (feat. Fred De Palma, Rose Villain) – 3:54

## Classifiche

### Classifiche settimanali
| Classifica (2022) | Posizione massima |
| ----------------- | ----------------- |
| Italia            | 72                |